# Gunki hatameku moto ni
Gunki hatameku moto ni é um filme de drama japonês de 1972 dirigido e escrito por Kinji Fukasaku. 
Foi selecionado como representante do Japão à edição do Oscar 1972, organizada pela Academia de Artes e Ciências Cinematográficas.[carece de fontes?]

## Elenco
| Ator               | Papel          |
| ------------------ | -------------- |
| Tetsuro Tamba      | Katsuo Togashi |
| Sachiko Hidari     | Sakie          |
| Yumiko Fujita      | Tomoko         |
| Noboru Mitani      | Terajima       |
| Paul Maki          | Paul           |
| Takeshi Seki       | Akiba          |
| Shonosuke Ichikawa | Ochi           |
| Sanae Nakahara     | Ochi's wife    |
| Taketoshi Naito    | Ohashi         |
| Kanemon Nakamura   | Senda          |
| Shinjiro Ehara     | Goto           |
| Makoto Terada      | Kobari         |
| Isao Natsuyagi     | Sakai          |
| Koichi Yamamoto    | Manager        |